# Fortanete
Fortanete è un comune spagnolo di 180 abitanti situato nella comunità autonoma dell'Aragona.
Di origine medievale, il paese possiede alcuni pregevoli edifici in stile rinascimentale, fra cui la chiesa parrocchiale e il palazzo comunale, entrambi del XVI secolo. Nel centro urbano si segnala anche una piccola ed elegante residenza signorile di proprietà dei marchesi di Villasegura.